# Стрельцов Олександр Олександрович
Стрельцов Олександр Олександрович (7 березня 1975, Запоріжжя, СРСР) — легкоатлет, бобслеїст, який представляв Україну, Швейцарію, Південну Корею. Учасник зимових Олімпійських ігор 2002 року в Солт-Лейк-Сіті, чемпіон світу, срібний призер чемпіонатів світу та Європи з бобслею.
З 2011 року на тренерській роботі. Тренував збірні Швейцарії, Південної Кореї, Росії з бобслею. Тренер із загальнофізичної підготовки футбольних клубів «Металург» (Запоріжжя, 2013—2015), «Зоря» (Бєльці), з 2015).

## Біографія
Олександр Стрельцов народився 7 березня 1975 року в Запоріжжі. У 1997 році закінчив Запорізький державний університет. Спеціальність — тренер з легкої атлетики.

## Виступи за Україну
1984 року Олександр вступив до СДЮШОР «Металург» з легкої атлетики. Майстер спорту міжнародного класу. Восьмиразовий чемпіон України у спринтерському бігу на 60-100 метрів. Залучався до збірної команди України. В 1994 брав участь у Чемпіонаті світу з легкої атлетики серед юніорів. У 1996 брав участь у Чемпіонат Європи з легкої атлетики в приміщенні (на дистанціях 60 м і 200 м). Тренував Олександра його брат — 22-разовий чемпіон України з легкої атлетики (спринт, стрибки у довжину), чемпіон та призер чемпіонатів СРСР, майстер спорту міжнародного класу, Ігор Олександрович Стрельцов.У 2000 Олександр завершив кар'єру в легкій атлетиці.
З 2001 прийнятий до складу олімпійської збірної команди України з бобслею, був найкращим розганяючим збірної. У 2002 році став бронзовим призером чемпіонату Європи (Оберхоф, Німеччина) та віцечемпіоном світу (Гронінген, Голландія). Того ж року вирушив захищати честь країни на зимових Олімпійських Іграх у Солт-Лейк-Сіті, але їхній двомісний екіпаж, керований пілотом Олександром Іванишиним, фінішував лише 34-м.

## Виступи за Швейцарію
З 2004 по 2008 виступав за олімпійську збірну команду Швейцарії, де змагався у складі екіпажів таких іменитих пілотів, як Іво Рюегг та Мартін Галлікер, а також був тренером з фізичної підготовки та спринтерського бігу команди Швейцарії. Завоював золото та срібло чемпіонату світу з боб-стартів у німецькому Ільзенбурзі (2006). На чемпіонаті світу з бобслею у швейцарському Санкт-Моріці у 2007 виступав у двійці разом з Іво Рюеггом і завоював срібло, проте, травмувавшись, не брав участі у фінальному заїзді (замість Олександра виступив Томмі Херцог). У 2008 році став срібним призером європейської першості в італійській Чезана-Торинезе.
У 2008 році разом із Мартіном Галлікером його оштрафувала швейцарська антидопінгова палата на 1000 франків і відсторонила від змагань терміном на один рік — причиною тому послужили неодноразові відмови від проходження допінг-тестів.
Перед Олімпіадою 2010 року у Ванкувері був готовий повернутися в українську збірну, однак спортивні функціонери України вирішили не посилати своїх бобслеїстів на ці змагання.

## Виступи за Південну Корею
У 2009—2010 — член олімпійської збірної команди Південної Кореї (розганяючий), а також тренер з фізичної підготовки, техніки стартового розгону та спринту. З його допомогою (за участю іншого запорожця — Андрія Ткачука), вперше за всю історію бобслею Південної Кореї, корейські бобслеїсти вибороли ліцензію для участі на Олімпійських Іграх-2010 у Ванкувері.

## Тренерська кар'єра
У 2001—2002 виступав і тренував олімпійську збірну України з бобслею (стартовий розгін, фізична підготовка та спринт)
У 2004—2008 виступав і тренував збірну команду Швейцарії з бобслею (стартовий розгін, фізична підготовка та спринт)
У 2009—2010 виступав і тренував збірну команду Південної Кореї з бобслею (стартовий розгін, фізична підготовка та спринт)
У 2011—2012 працював тренером збірної Росії з бобслею (стартовий розгін, фізична підготовка та спринт). У 2011 році команда Росії здобула золото на чемпіонаті світу та чемпіонаті Європи.
У 2013—2015 тренер із загальнофізичної підготовки ФК «Металург» (Запоріжжя).
У 2015—2016 тренер із загальнофізичної підготовки ФК «Зоря» Бєльці.